# 카빈다
카빈다(포르투갈어: Cabinda)는 앙골라의 도시로, 카빈다주의 주도이며 대서양과 접한다. 인구는 357,576명(2008년 기준)으로 2위다. 식민지 시절 포르투갈이 노예 무역을 위해 항만을 건설하면서 신설되었다. 2010 아프리카 네이션스컵의 개최지이기도 하다. 앙골라에서 생산되는 석유 중 그 중 약 60%가 카빈다에서 생산된다. 카빈다 분쟁이 일어나고 있다.